# Skarbiec (skała)
Skarbiec – skała w Grupie Parasola na orograficznie lewym zboczu Doliny Szklarki, w obrębie miejscowości Jerzmanowice w województwie małopolskim, w powiecie krakowskim, w gminie Jerzmanowice-Przeginia. Jest to obszar Wyżyny Olkuskiej będącej częścią Wyżyny Krakowsko-Częstochowskiej.
Skarbiec znajduje się w porośniętym rzadkim bukowym lesie stoku powyżej Turni nad Parasolem. Obydwie te skały oddzielone są tylko wąskim przełazem i uprawiana jest na nich wspinaczka skalna. Skarbiec to wąska, zbudowana z twardego wapienia skalistego skała. Tylko jej ściana północna zainteresowała wspinaczy skalnych.
Z Jerzmanowic najłatwiej dotrzeć w pobliże skał Grupy Parasola leśną drogą, którą prowadzi zielony szlak turystyki rowerowej.

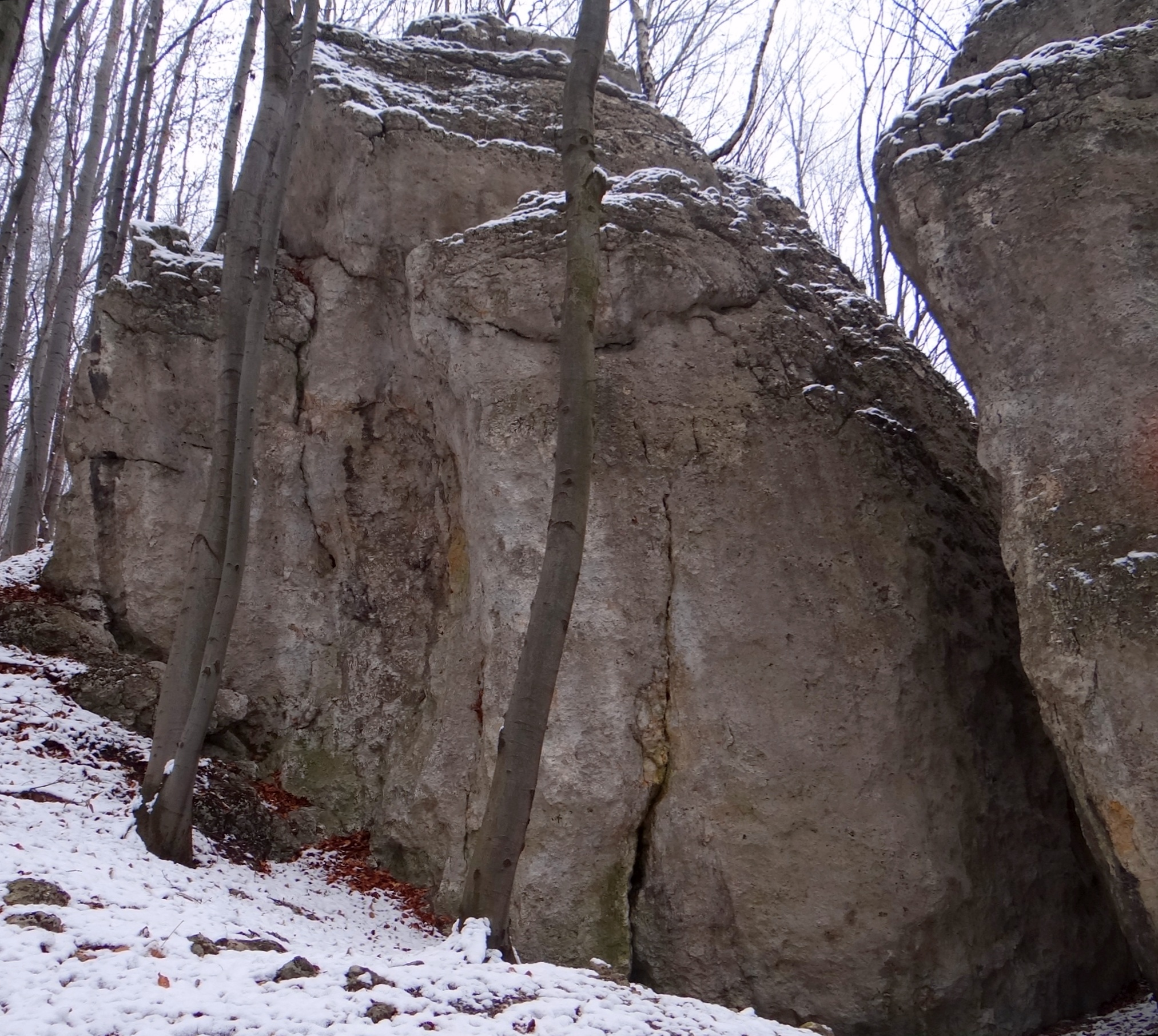
Ściana północna
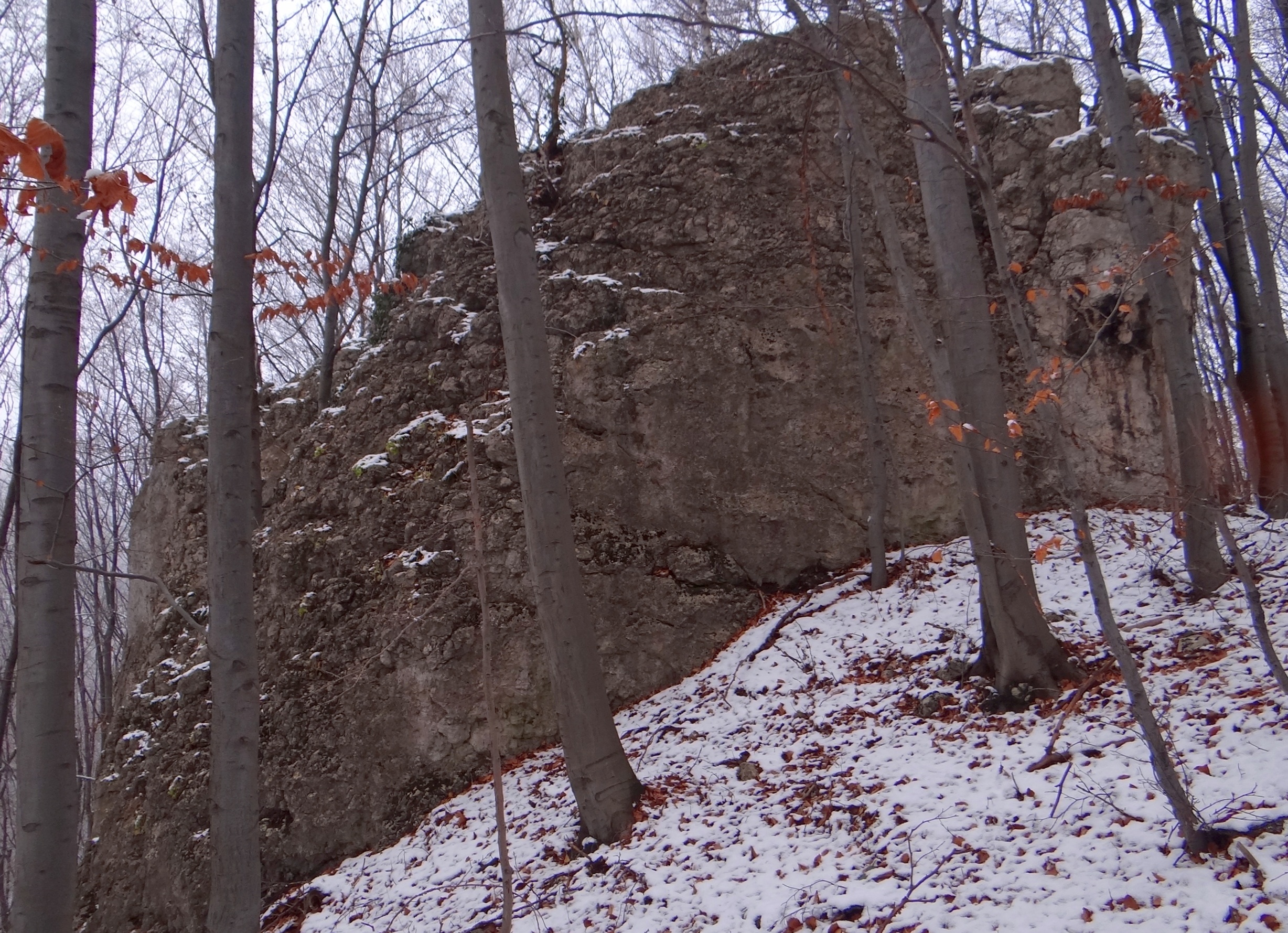
Ściana południowa
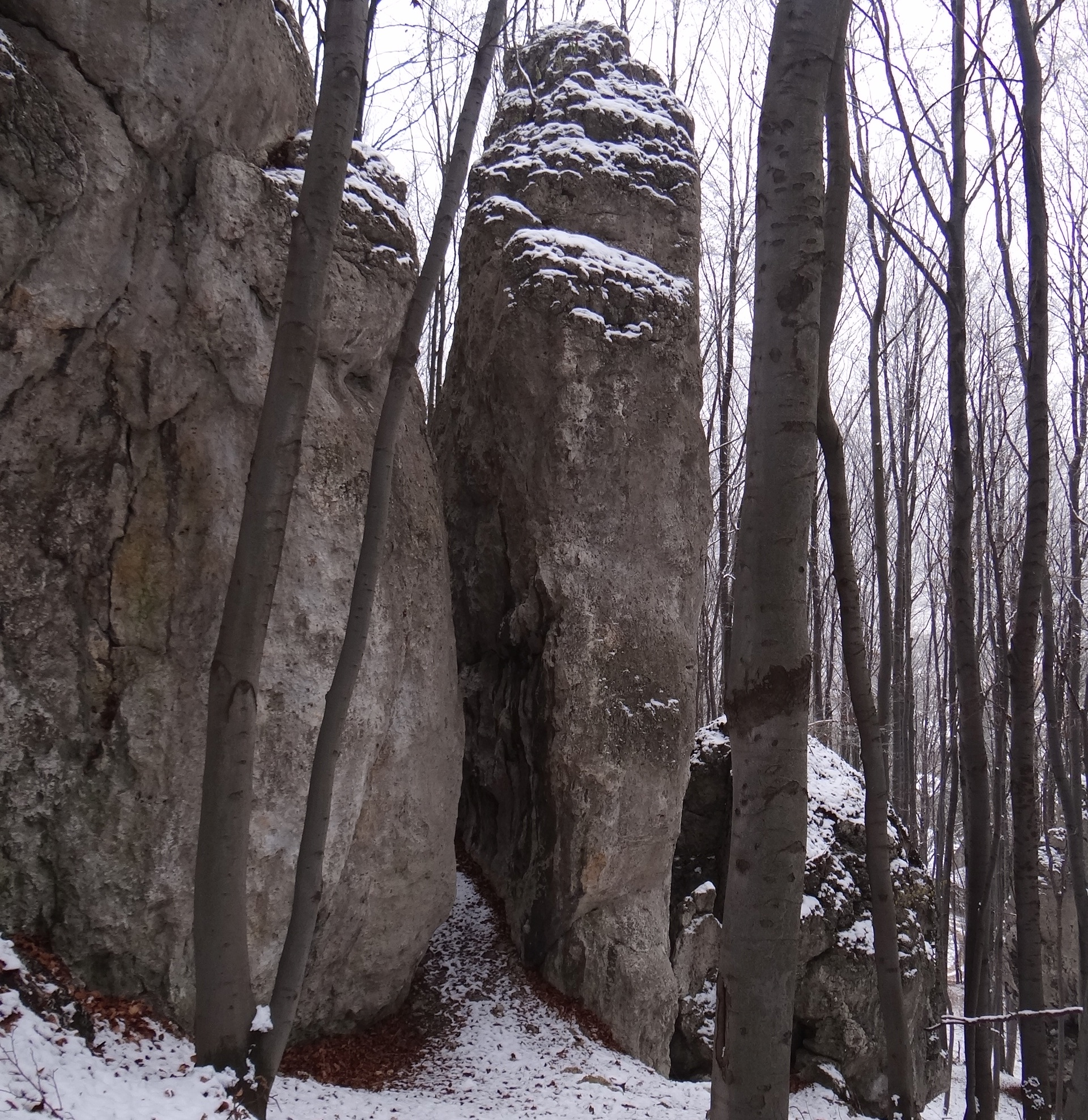
Skarbiec i Turnia nad Parasolem
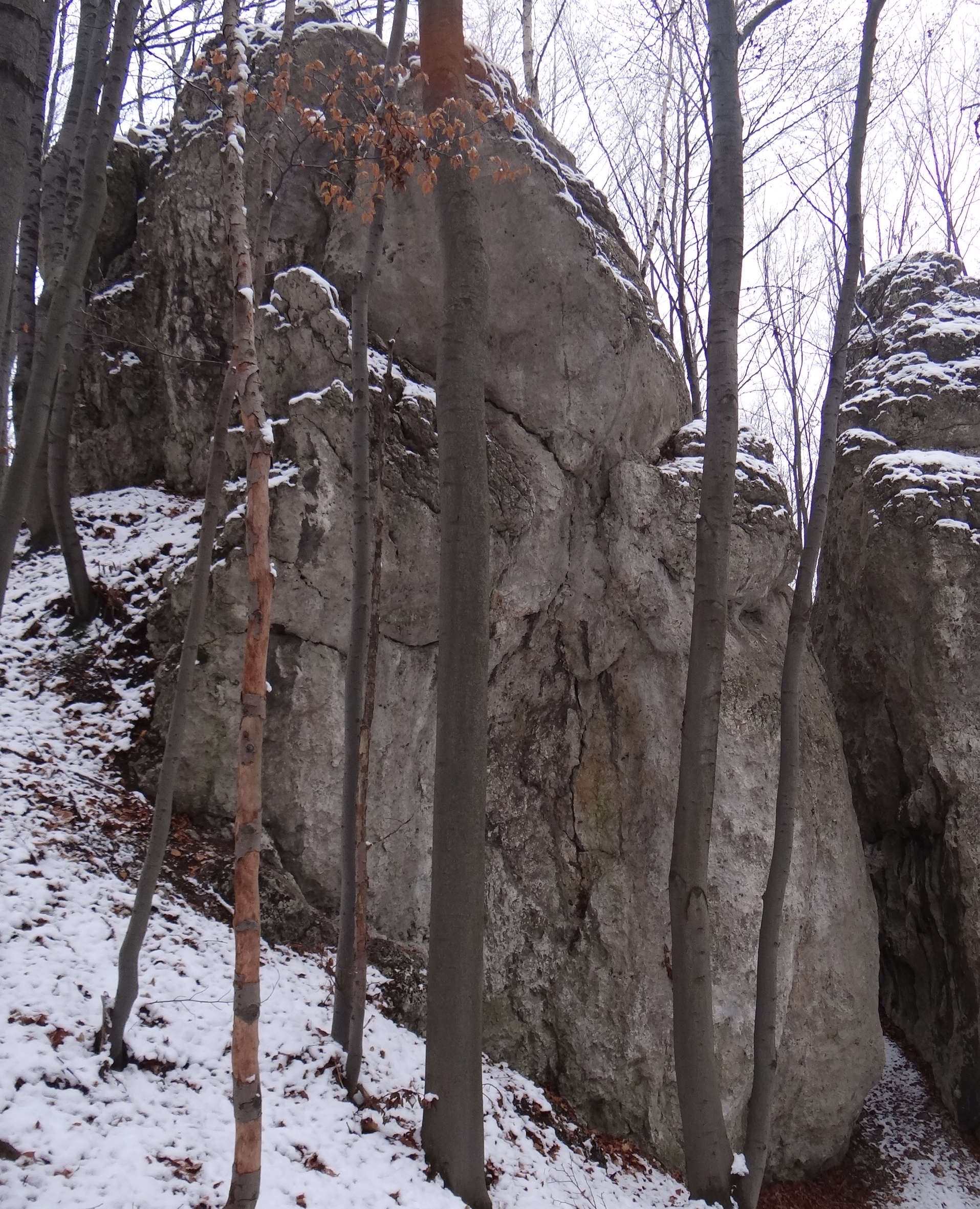
Skarbiec i Turnia nad Parasolem

## Drogi wspinaczkowe
Są 4 drogi wspinaczkowe o trudności od VI.I do VI.2+ w skali polskiej i długości 10 m. Jest też jeden projekt. Trzy drogi mają zamontowane stałe punkty asekuracyjne: ringi (r) i stanowiska zjazdowe (st).
1. Złoto Mc Kenny; VI.1, 10 m
2. Bonanza; VI.1+/2, 3r + st, 10 m
3. Blondynka przy bankmacie; VI+, 4r + st, 10 m
4. Projekt: st, 10 m
5. Fort Knox; VI.2/2+, 4r + st, 10 m[3].